# Пештанско-пилишко-шолтско-кишкунска жупанија (бивша)
Бивша жупанија Пешта-Пилиш-Шолт-Кишкун (мађ. Pest-Pilis-Solt-Kiskun vármegye, лат. Comitatus Pestiensis et Pilisiensis et Soltensis et Cumania Minor)) је била административна жупанија Краљевине Мађарске. Њена територија је сада у централној Мађарској, обухватајући отприлике територију данашње мађарске жупаније Пешта и северни део данашње Бачко-кишкунске жупаније. Главни град жупаније била је Будимпешта.

## Географија
Жупанија Пешт-Пилис-Шолт-Кишкун делила је границе са жупанијама Комаром, Естергом, Хонт, Ноград, Хевес, Јас-Нађкун-Солнок, Чонград, Бач−Бодрог, Толна и Фејер. Њена територија обухватала је источну обалу реке Дунава од Вишеграда на северу до (искључујући) Баје на југу, протежући се до реке Тисе на истоку. Део среза (Пилиш) налазио се на западној обали Дунава, у близини Будимпеште. Његова површина је 1910. године износила 12.228 km². Била је највећа и далеко најнасељенија жупанија у Мађарској.

## Историја
Жупаније Пешта и Пилиш настале су у 11. веку. Пешта је била област на левој (источној) обали Дунава око данашње Будимпеште, Пилиш на супротној обали. Они су се ујединили и постали политички, културни и привредни центар Мађарске. Жупанија града Шолт (лева обала Дунава јужно од Рацкеве), који је раније припадао жупанији Фејер, укључена је у жупанију Пешт-Пилиш-Шолт у 17. веку. Кишкуншаг је жупанији додат 1876. године, стварајући округ Пешт-Пилиш-Шолт-Кишкун.
После Другог светског рата жупанија је подељена на два приближно једнака дела. Северни део је постао Пештанска жупанија, јужни део се спојио са Бачко-бодрошком жупанијом и формирао жупанију Бачко-Кишкун.

## Демографија

### 1900.
Године 1900. округ је имао 1.615.729 становника и састојао се од следећих језичких заједница:
Укупно:
- Мађарски: 1.317.237 (81,5%)
- Немачки: 201.285 (12,4%)
- Словачки: 58.533 (3,6%)
- Српски: 6.199 (0,4%)
- Хрватски: 2.372 (0,2%)
- Румунски: 1.664 (0,1%)
- Русински: 234 (0,0%)
- Остало или непознато: 28.205 (1,8%)

Према попису становништва из 1900. године, округ су чиниле следеће верске заједнице:
Укупно:
- римокатолици: 1.046.868 (64,8%)
- Калвинисти: 252.188 (15,6%)
- Јевреји: 201.117 (12,5%)
- Лутерани: 96.863 (6,0%)
- Грчко православни: 8,563 (0,5%)
- гркокатолици: 6.949 (0,4%)
- Унитаријани: 1.219 (0,0%)
- Остало или непознато: 1,962(0,1%)

### 1910.
Године 1910. жупанија је имала 1.978.041 становника и састојало се од следећих језичких заједница:
- Мађарски: 1.728.473 (87,4%)
- Немачки: 162.824 (8,2%)
- Словачки: 47.149 (2,4%)
- Српски: 7.934 (0,4%)
- Хрватски: 3.419 (0,2%)
- Румунски: 3,357 (0,2%)
- Русински: 306 (0,0%)
- Остало или непознато: 24.579 (1,2%)

Према попису становништва из 1910. године, жупанију су чиниле следеће верске заједнице:
Укупно:
- римокатолици: 1.293.265 (65,4%)
- Калвинисти: 296.223 (15,0%)
- Јевреји: 245.157 (12,4%)
- Лутерани: 113.094 (5,7%)
- Гркоктолици: 12.169 (0,6%)
- Грко−православни: 12.001 (0,6%)
- Унитаријанци: 2,526 (0,1%)
- Остало или непознато: 3.606 (0,2%)

## Подела
Пре 1897. године, жупаније Пешта-Пилиш-Шолт-Кишкун је била подељена на три дела: горњи − felső, средњи − közép и доњи − alsó:
| Округ (járás)                                              | Округ (járás)   |
| Округ                                                      | Гл. град        |
| ---------------------------------------------------------- | --------------- |
| Доњи Кечкемет                                              | Тапиоселе       |
| Средњи Кечкемет                                            | Нађката         |
| Доњи Кишкун                                                | Кишкунфелеђхаза |
| Горњи Кишкун                                               | Кунсентмиклош   |
| Доња Пешта                                                 | Рацкеве         |
| Горња Пешта                                                | Ирса            |
| Средња Пешта                                               | Алшодабас       |
| Доњи Пилиш                                                 | Тинње           |
| Горњи Пилиш                                                | Помаз           |
| Доњи Шолт                                                  | Кишкереш        |
| Горњи Шолт                                                 | Демшед          |
| Средњи Шолт                                                | Калоча          |
| Доњи Вац                                                   | Пецел           |
| Горњи Вац                                                  | Вац             |
| Град са законским овлашћењима (törvényhatósági jogú város) |                 |
| Будимпешта ( гл. град)                                     |                 |
| Кечкемет                                                   |                 |
| Град са организованим већем (rendezett tanácsú város)      |                 |
| Цеглед                                                     |                 |
| Кишкунфелеђхаза                                            |                 |
| Кишкунхалаш                                                |                 |
| Нађкереш                                                   |                 |
| Сентендре                                                  |                 |
| Вац                                                        |                 |

Након 1897. године, управне јединице Пешта-Пилиш-Шолт-Кишкун биле су:
| Округ (járás)                                              | Округ (járás)   |
| Округ                                                      | Гл. град        |
| ---------------------------------------------------------- | --------------- |
| Абоњ                                                       | Абоњ            |
| Алшодабаш                                                  | Алшодабаш       |
| Асод                                                       | Асод            |
| Бија                                                       | Бија            |
| Дунавече                                                   | Дунавече        |
| Геделе                                                     | Геделе          |
| Калоча                                                     | Калоча          |
| Кишкереш                                                   | Кишкереш        |
| Кишкунфелеђхаза                                            | Кишкунфелеђхаза |
| Кишпешт                                                    | Кишпешт         |
| Кунсентмиклош                                              | Кунсентмиклош   |
| Монор                                                      | Монор           |
| Нађката                                                    | Нађката         |
| Рацкеве                                                    | Рацкеве         |
| Помаз                                                      | Помаз           |
| Вац                                                        | Вац             |
| Град са законским овлашћењима (törvényhatósági jogú város) |                 |
| Будимпешта ( гл. град)                                     |                 |
| Кечкемет                                                   |                 |
| Град са организованим већем (rendezett tanácsú város)      |                 |
| Цеглед                                                     |                 |
| Кишкунфелеђхаза                                            |                 |
| Кишкунхалаш                                                |                 |
| Нађкереш                                                   |                 |
| Сентендре                                                  |                 |
| Ујпешт (од 1907.)                                          |                 |
| Вац                                                        |                 |